# Kie Kusakabe
Kie Kusakabe (en japonès: 日下部 基栄) (Fukuoka, Japó, 11 d'octubre de 1978) és una judoka japonesa, ja retirada, guanyadora d'una medalla de bronze als Jocs Olímpics i al Campionat del Món.
Filla d'un agent de policia adscrit a la policia antiavalots, de petita va patir una síndrome nefròtica, que li va impedir anar a la llar d'infants i va fer que fos ingressada diverses vegades a l'hospital.
Kusakabe va començar la seva carrera esportiva competint a la categoria de menys de 61 kg., on va aconseguir alguns èxits a la categoria júnior, com ara la medalla d'or als Campionats Mundials de 1996 a Porto. Després de debutar en categoria absoluta en 1997 amb una plata als Campionats d'Àsia, l'any següent va passar a la categoria de menys de 57 kg. Aquells mateix desembre va aconseguir la medalla de bronze als Jocs Asiàtics de 2002. La seva primera participació olímpica va ser a Sydney 2000, on va guanyar la medalla de bronze a la categoria de pes extra lleuger (menys de 57 kg.), després d'haver estat derrotada per la posteriorment guanyadora Isabel Fernández als quarts de final. A la repesca Kusakabe va derrotar tant la mongola Khishigbatyn Erdenet-Od com la xinesa Shen Jun, finalistes als Jocs Asiàtics en 1998. Un any després, al Campionat del Món de 2001 va arribar per única vegada a les semifinals d'una gran competició internacional, però va ser derrotada per Deborah Gravenstijn. En octubre de 2002 va guanyar la medalla de plata als Jocs Asiàtics de 2002, on tan sols va poder ser superada per Hong Ok-song. Als Jocs Olímpics del 2004 d'Atenes va tornar a caure als quarts de final davant la futura campiona, en aquest cas Yvonne Bönisch. No obstant això, a la repesca es va tornar a creuar amb Isabel Fernández en un combat que va acabar afavorint novament a la alacantina.
Durant la seva carrera esportiva va patir diverses lesions importants als genolls i va disputar els Jocs del 2004 lesionada. Una vegada finalitzats els Jocs va decidir operar-se, però la lesió era tan greu que l'obligà a retirar-se a començaments del 2005. Poc després també deixà la feina com policia a la Prefectura de Fukuoka, per casar-se.
El 2013 es va convertir en l'entrenadora principal del club de judo femení de la Universitat de Fukuoka.